# Aiouea parvissima
Aiouea parvissima är en lagerväxtart som först beskrevs av Cyrus Longworth Lundell, och fick sitt nu gällande namn av S. Renner. Aiouea parvissima ingår i släktet Aiouea och familjen lagerväxter. Inga underarter finns listade i Catalogue of Life.